# 南特威格鎮區 (伊利諾伊州漢密爾頓縣)
南特威格鎮區（英語：South Twigg Township）是位於美國伊利諾伊州漢密爾頓縣的一個行政鎮區。

## 地方資料
根據2010年美國人口普查的數據，南特威格鎮區的面積為47.80平方千米，當中陸地面積為47.60平方千米，而水域面積為0.20平方千米。當地共有人口127人，而人口密度為每平方千米2.66人。